# Torres del Río
Torres del Río ist ein Ort am Jakobsweg im spanischsprachigen Teil der Autonomen Gemeinschaft Navarra. Der Ortsname bedeutet auf Deutsch Türme am Fluss, womit der Río Linares gemeint ist.

## Geschichte
Auf dem Gebiet von Torres del Rio, auch Torres de Sansol, genannt, existierte schon während der römischen Zeit eine Ansiedlung. Zeugnis sind Ausgrabungsstücke (Keramik und bearbeitete Steine), die eineinhalb Kilometer entfernt vom Dorf in Richtung Logroño beim Feldbau gefunden wurden. Im Zuge der maurischen Invasion der Iberischen Halbinsel wurde es in den muslimischen Herrschaftsbereich eingegliedert und während der Reconquista nach der Einnahme von Monjardín durch christlichen Heere von den Mauren zurückerobert.
Ein Dokument berichtet, dass Jimeno Galíndez dem Kloster Irache um 1100 ein Kloster in Torres („justa illo kamino“) schenkte. 1172 nahm Papst Alexander III. das Kloster Irache und seinen damaligen Abt Viviano unter seinen Schutz und bestätigt die vorhandenen Besitzungen, darunter wird auch die in Torres („Turres“) erwähnt.
Aimeric Picaud erwähnt Torres und den Fluss Linares im Jakobsbuch wie folgt: „Bei einem Ort namens Torres, auf navarresischem Boden, fließt ein Fluss, der Pferde und Menschen tötet, die daraus trinken.“
Grundherr Alvar Díaz de Medrano, Sohn von Juan Martínez de Medrano, der die Rechte an der Gegend erworben hatte, schenkte sie 1341 dem König von Navarra unter der Bedingung, dass er die rechtsprechende Gewalt über Viguera erhält, was später von Philipp III. von Navarra bestätigt wurde.
Als Folge des Konflikts zwischen Heinrich IV. von Kastilien und Johann II. von Aragón fiel Torres del Río wie die umliegenden Dörfer von 1463 bis 1753 an Kastilien, die Fueros galten aber weiter und wirtschaftlich blieb der Ort auf Navarra orientiert.
Im Rahmen der Napoleonischen Besetzung kam es am 19. oder 20. November 1809 zu einem Gefecht zwischen einer französischen Einheit unter Coronel Belloc und einer Guerillagruppe unter dem Kommando von Javier de Mina. Auf französischer Seite standen 800 Mann Infanterie und 80 Kavalleristen 500 Mann auf spanischer Seite gegenüber, die durch eine Einheit unter Kommando des Cuevillas sowie einigen Freiwilligen aus Torres, Sansol und Los Arcos verstärkt wurden. Weiterhin operierte die Einheit eines Marquesito genannten Rebellenführers in der Nähe, die aber nicht in den Kampf eingriff. Die Kampfhandlungen dauerten bis zum Anbruch der Nacht. Die französischen Truppen mussten befürchten, vernichtend geschlagen zu werden, falls sich der spanische Verband mit den Truppen des Marquesitos vereinigte, und zogen sich auf eine Anhöhe nahe Los Arcos zurück und entzündeten Lagerfeuer. Mina glaubte, dass die Franzosen dort lagerten und führte seine Truppen zu einem nächtlichen Überraschungsangriff. Sie fanden den Platz aber verlassen und mussten die Verfolgung in der Umgebung von Estella erfolglos abbrechen.
Ein weiteres dokumentiertes Ereignis war die Erschießung des Vikars von Torres, Juan Miguel de Aramendia, durch französische Soldaten am Fronleichnamstag, 13. Juni 1811, um sechs Uhr morgens.
Die Repressionen der sogenannten „Blauen Periode“ nach dem Spanischen Bürgerkriegs fanden in Torres ein Opfer: Der Bürger Florentino Rubio wurde von Falangisten ermordet.

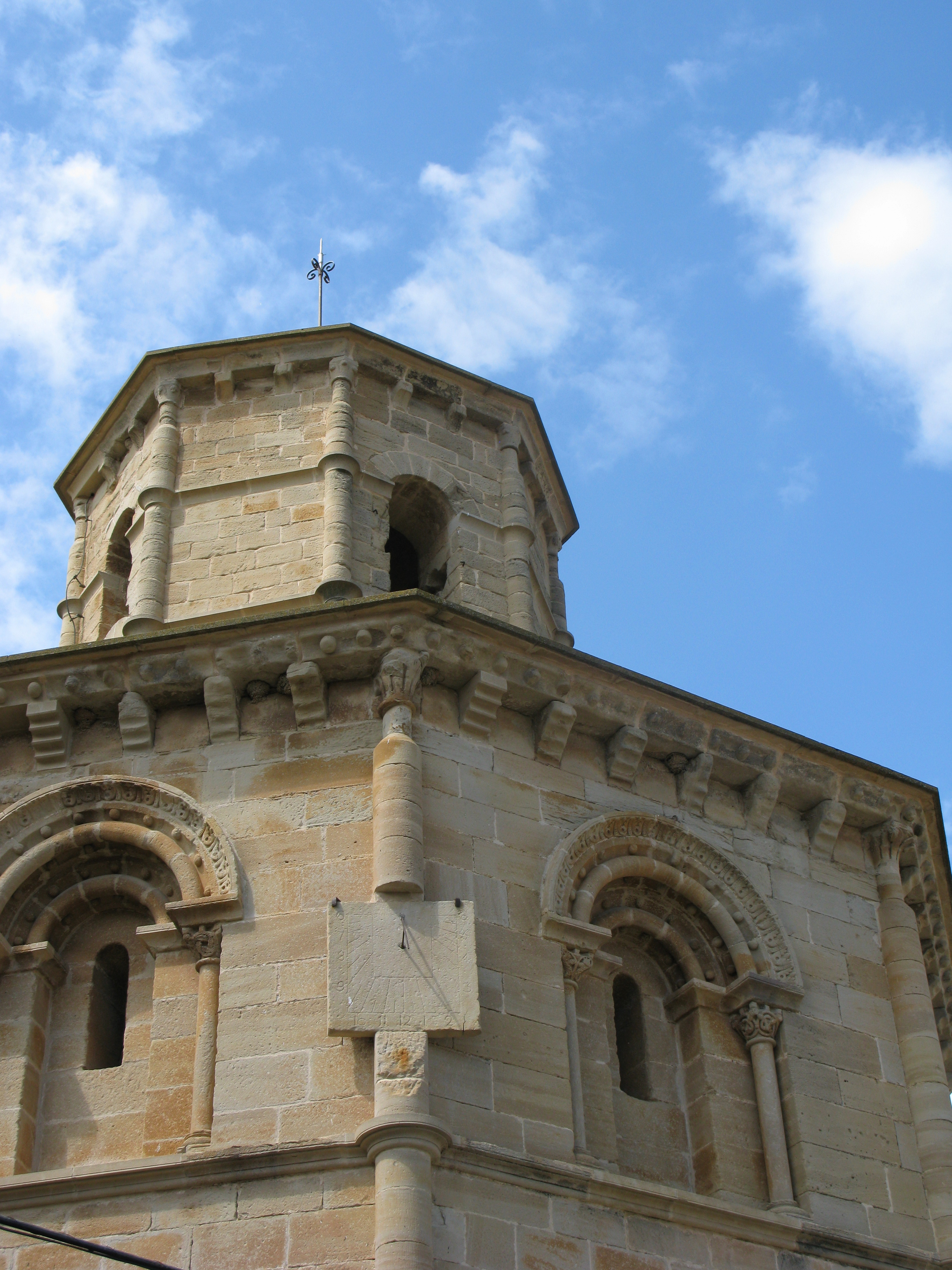
Kirche Santo Sepulcro

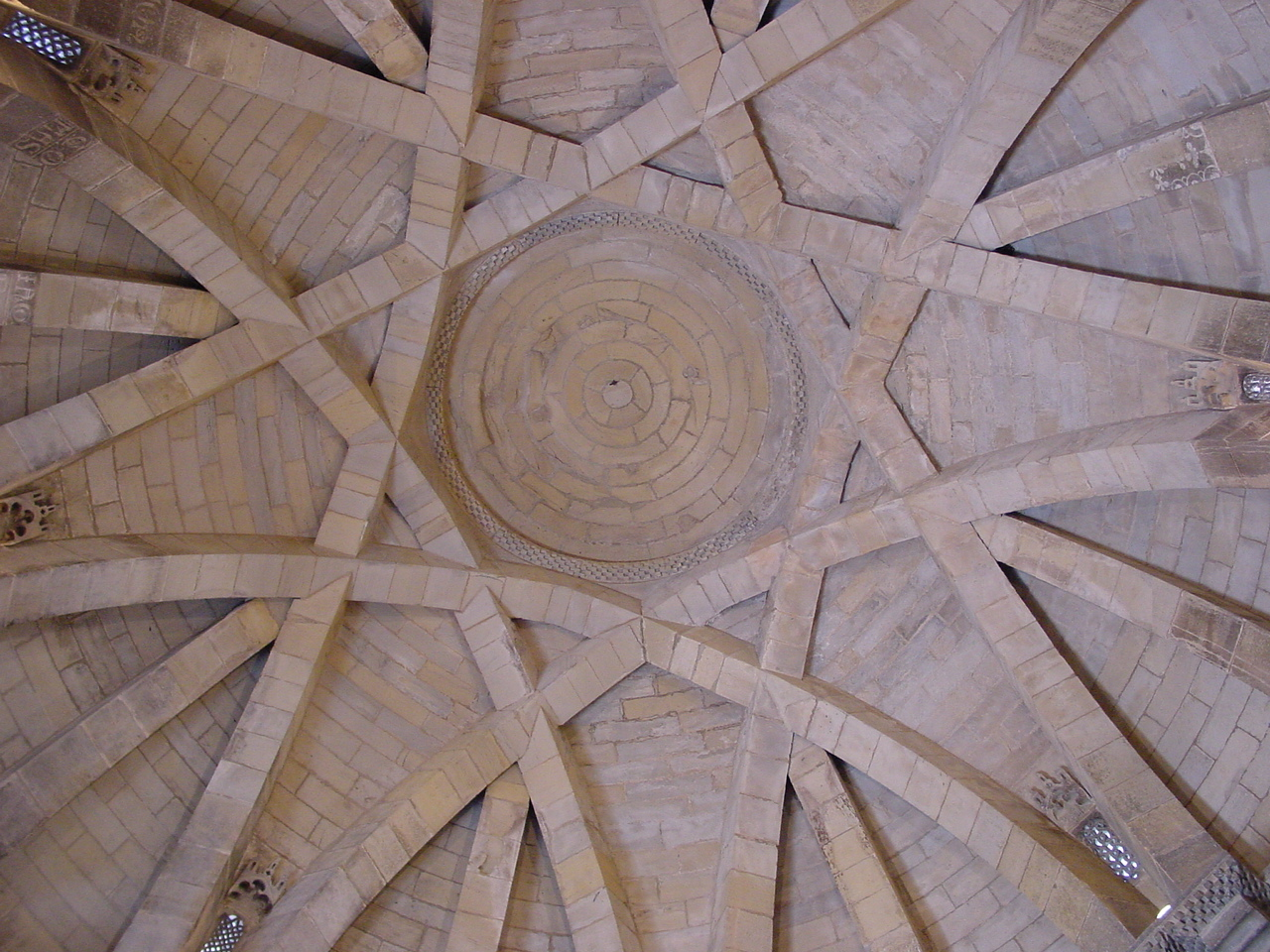
Kuppelkonstruktion der Heiliggrabkirche in Torres

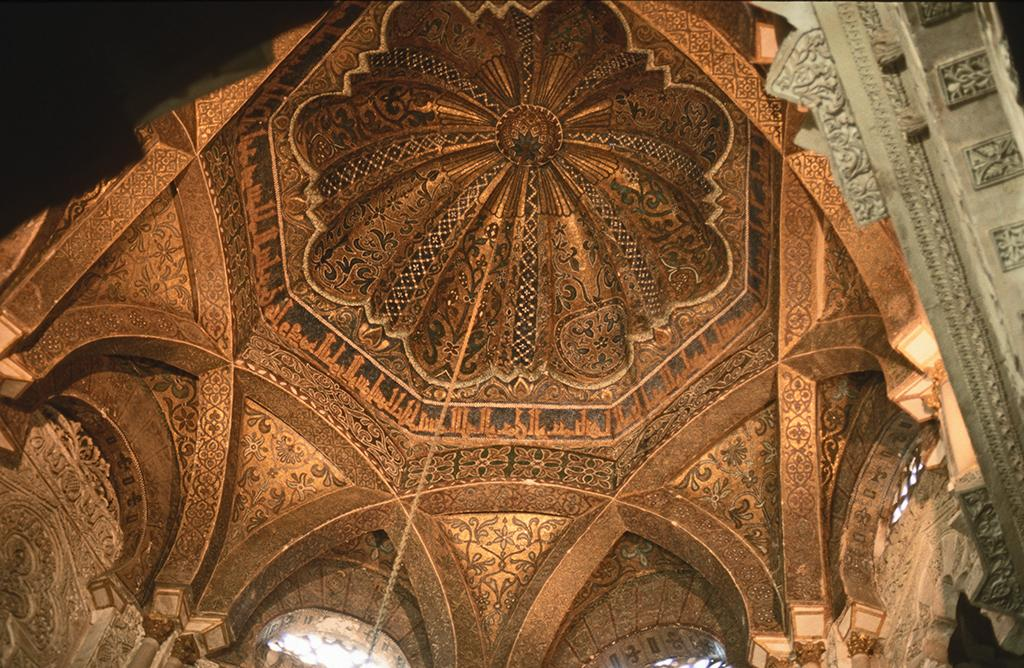
Kuppel in der großen Moschee von Córdoba

## Sehenswürdigkeiten
Neben vielen wappengeschmückten Häusern sind die Kirche San Andrés, die Ermita Nuestra Señora del Puy, vor allem aber die Iglesia del Santo Sepulcro sehenswert.
- Die Iglesia San Andrés stammt aus dem 16. Jh., wurde im Renaissance-Stil errichtet. Sie ist die Pfarrkirche des Ortes und ist dem Apostel und Märtyrer Andreas geweiht.

- Die Ermita Nuestra Señora del Poyo ist eine Wallfahrtskapelle ca. zweieinhalb Kilometer westlich von Torres gelegen. Das Gebäude aus dem 16. Jh. ist von quadratischem Grundriss und beherbergt eine gotische Marienstatue. Die Kapelle wurde an dieser Stelle errichtet, weil die Muttergottes nach ihrer leiblichen Präsentation an dieser Stelle laut einer Legende nicht zuließ, dass die Figur an einen anderen Ort gebracht wurde.

### Iglesia del Santo Sepulcro
Die romanische Heiliggrabkirche von Torres del Río wurde zwischen 1160 und 1170 errichtet. Der Bau hat einen achteckigen Grundriss, im Osten schließt sich die halbrunde Apsis, im Westen ein Rundturm an, bekrönt wird er einer ebenfalls achteckigen Laterne, das Portal öffnet sich nach Süden. Die Mauern des Oktogon sind in drei Geschosse gegliedert, die jeweils durch ein schmales Gesims markiert und deren untere beiden von halbspitzen Blendarkaden zusammengefasst werden. Im dritten Geschoss dominieren reich verzierte romanische Doppelbögen über Säulen, die jeweils ein schmales Fenster fassen. Die Gebäudeecken sind durch Säulen hervorgehoben, dieses Gestaltungselement wiederholt sich im Inneren. Weiterhin finden sich dort ein Schachbrettfries, Grab- und Kreuzigungsszenen an den Apsiskapitellen und die wahrscheinlich maurisch beeinflusste Kuppelkonstruktion. Diese besteht aus einem Netz sich kreuzender Gurtbögen, die in der Mitte einen achteckigen Raum bilden, über dem sich die Laterne erhebt. Das Vorbild dieser Konstruktion findet man in der Mihrāb der Mezquita von Córdoba.
Zur Gründungsgeschichte der Kapelle gibt es keine Dokumente. In der älteren Literatur wird der Bau durchweg dem Templerorden zugeschrieben, da dieser Orden eine gewisse Vorliebe für Zentralbauten hatte. Nach einer neu aufgefundenen Urkunde wurde der Bau jedoch vom Kapitel der Chorherren vom Heiligen Grab errichtet. Die Heiliggrabkirche von Torres del Río war ein Tochterstift der Marienkirche von Logroño, die ebenfalls diesem Orden gehörte.